# Arcëm Čėljadzinski
Arcëm Viktaravič Čėljadzinski (in bielorusso Арцём Віктаравіч Чэлядзінскі?, in russo Артём Викторович Челядинский?, Artëm Viktorovič Čeljadinskij; Minsk, 29 dicembre 1977) è un ex calciatore bielorusso, di ruolo difensore.

## Carriera

### Club
Durante la sua carriera ha giocato con varie squadre di club, tra cui il Naftan Navapolack, in cui milita dal 2010.

### Nazionale
Con la nazionale bielorussa conta 8 presenze.

## Palmarès

### Club

#### Competizioni nazionali
- Coppa di Bielorussia: 1

Tarpeda-BelAZ: 2015-2016